# 保定道
保定道（ほてい-どう）は中華民国北京政府により設置された直隷省の道。

## 沿革
1912年（民国元年）、清代の保定府、正定府、定州の3府及び易州、深州に范陽道として設置され、観察使は清苑県に置かれ、下部に清苑、満城、安粛、定興、新城、唐県、博野、容城、望都、完県、蠡県、雄県、安国、束鹿、高陽、曲陽、正定、獲鹿、井陘、阜平、霊寿、平山、元氏、賛皇、晋県、無極、藁城、新楽、易県、淶水、定県、深沢、深県、武強、饒陽、安平の36県を管轄した。1914年（民国3年）5月に保定道と改名、観察使も道尹と改められている。1928年（民国17年）に廃止されている。

## 行政区画
廃止直前下部の36県を管轄した。（50音順）
- 安国県
- 安粛県
- 安平県
- 易県
- 獲鹿県
- 完県
- 曲陽県
- 元氏県
- 藁城県
- 高陽県
- 賛皇県
- 饒陽県
- 深県
- 晋県
- 新城県
- 深沢県
- 新楽県
- 清苑県
- 井陘県
- 正定県
- 束鹿県
- 定県
- 定興県
- 唐県
- 博野県
- 武強県
- 阜平県
- 平山県
- 望都県
- 満城県
- 無極県
- 雄県
- 容城県
- 淶水県
- 蠡県
- 霊寿県